# Benji Davies
Benji Davies (Peterborough, 10 giugno 1980) è un illustratore e autore di libri per l'infanzia britannico.

## Biografia
Dopo aver studiato animazione all'Hull College si trasferisce a Londra dove inizia a lavorare come animatore e regista. Nel 2011 inizia a collaborare con la neonata casa editrice Nosy Crow creando la serie di libri Orsetto Bruno (Bizzy Bear) per la fascia di età dai 0 ai 3 anni. La serie si rivela un successo immediato, e al 2025 ha venduto oltre 21 milioni di copie in 35 paesi.
Nel 2014 pubblica il libro La balena della tempesta, dedicato ad una fascia d'età sino ai 6 anni, con cui vince la prima edizione dell'Oscar's Book Prize Lo stesso anno illustra per Linda Sarah il libro Sulla Collina, che ha vinto il Premio Andersen per la fascia 0-6 anni e quello Nati per leggere 3-6 anni.
Con L'Isola del nonno del 2015 Davies affronta con delicatezza i temi del lutto, e viene premiato con il Children's Book of the Year ai Sainsbury's Children's Book Awards. Nel 2020 con Tad vince nuovamente l'Oscar's Book Prize.

## Opere

### Autore
- La balena della tempesta [The Storm Whale], EDT-Giralangolo, 2015  [2014],  p. 28, ISBN 978-88-5920-735-1.
- L'isola del nonno [Grandad's Island], EDT-Giralangolo, 2016  [2015],  p. 36, ISBN 978-88-5923-281-0.
- La balena della tempesta in inverno [The Storm Whale in Winter], EDT-Giralangolo, 2017  [2016],  p. 35, ISBN 978-88-5923-872-0.
- Un'estate dalla nonna [Grandma Bird], EDT-Giralangolo, 2019  [2018],  p. 32, ISBN 978-88-5925-618-2.
- Tad [Tad], EDT-Giralangolo, 2019  [2019],  p. 28, ISBN 978-88-5925-868-1.
- Fiocco di neve [The Snowflake], EDT-Giralangolo, 2021  [2020],  p. 32, ISBN 978-88-5927-889-4.
- Passi nella notte [The Grotlyn], EDT-Giralangolo, 2022  [2017],  p. 32, ISBN 978-88-5927-889-4.
- La grande balena della tempesta [The Great Storm Whale], EDT-Giralangolo, 2022  [2023],  p. 36, ISBN 978-88-5927-997-6.

### Illustratore
- Linda Sarah, Sulla collina [On Sudden Hill], EDT-Giralangolo, 2015  [2014],  p. 28, ISBN 978-88-5920-734-4.
- Michael Mopurgo, L'uomo del faro [The Puffin Keeper], Edizioni Piemme, 2022  [2020],  p. 99, ISBN 978-88-5668-217-5.